# Паметник на българските опълченци (София)
Паметник на българските опълченци (паметник „Опълченец“) е паметник-мемориал на българските опълченци, участвали в Руско-турската освободителна война. Представлява бронзово копие на фигурата на опълченеца от картината на Ярослав Вешин „Самарското знаме“ (1911 г.) върху постамент, с обща височина 7 м. Това е единственият паметник на български опълченци в София.

## Местоположение
Монументът се намира в градинката зад Централния военен клуб, срещу „Дома на Москва в София“. Адрес: ул. „Георги С. Раковски“ 92, 1000 Център, София

## Авторски колектив
Проектът е дело на художника-реставратор Емил Чушев и архитект Владимир Станимиров. Автор на композициите е скулпторът Николай Савов.

## История
Идеята за изграждането на паметника се заражда на 3 март 2005 г. 3 000 души се включват в подписка за набиране на парични средства, която е открита от създадения инициативен комитет и фондация „Героите на България“. Най-малката дарена сума е била 2 лева, а най-голямата – 50 000 лева. В създаването на паметника има роля и Фонда на потомците на героите от Руско-турската война 1877 – 1878 г., чийто президент е правнучката на подп. Калитин – Ирина Калитина-Каховска. В ръководството на фонда участват и потомци на ген. Столетов, ген. Радецки и граф Игнатиев.
Паметникът е открит тържествено на 24.08.2008 г. в присъствието на президента на Република България, кметът на София, министъра на отбраната, началника на Генералния щаб на Българската армия, директора на Националния исторически музей, и председателя на Народното събрание. Осветен е от Сливенския митрополит Йоаникий.
Всяка година паметникът е дестинация от честванията, посветени на освобождението на София от османско иго. Литийно шествие започва от църквата „Света Неделя", преминава по софийските централни улици и достигна до паметниците на ген. Гурко, Цар-освободител и Българския опълченец.

## Композиция

### Статуя
Статуята е бронзово копие на опълченеца-знаменосец Никола Корчев от картината на Ярослав Вешин „Самарското знаме".

### Постамент
Погледнат отгоре, постаментът заедно със стилобата (площадката със стъпалата) има формата на ордена „Кръст за храброст“. Изграден е от сив и черен гранит. Отстрани са разположени венци от претопени противотанкови гилзи.
На постамента са поставени четири барелефа:
1. на лицевата страна: картината „Битката за Орлово гнездо“ (на руския художник Алексей Попов, 1893 г.)
2. на източната страна: „Освещаване на знамето на Българското опълчение в присъствието на великия княз и неговата свита“ в гр. Плоещ (гравюра в „The Illustrated London News“ от 28 май/9 юни 1877 г.)
3. на западната страна: „Зимното преминаване на руските войски през Троянския проход в Стара планина“ (гравюра на Патюшин по рисунка на Н. Каразин в „Илюстрованная хроника войны“ №48, 1877 г.)
4. на гърба на паметника: карта на Балканския полуостров с пътя на опълченските дружини от Руско-турската освободителна война

- „Битката за Орлово гнездо“
- Освещаване на Самарското знаме
- Зимното преминаване през Стара планина
- Карта на Балканския полуостров

### Ниши в постамента
В паметника са вградени 12 бронзови капсули с имената на 12-те хиляди опълченци, участвали във войната, урна с пръст от местата на битките, кутия с послание към бъдните поколения и списък на всичките 3000 дарители за изграждане на паметника. Капсулите са поставени лично от президента Георги Първанов, Любомир Коларов, Николай Цонев, ген. Златан Стойков, Бойко Борисов, ген. Сим. Петковски и др. в специалната ниша на пиедестала (под барелефа с картата).
През 2011 г. вандалска постъпка води до изчезването на бронзовите венци на постамента.

### Скален къс от Шипка
До паметника е поставен малък скален къс, донесен от връх „Св. Никола“ (Шипка), както указва табелата на него.